# Lista de deputados estaduais do Ceará para 29.ª legislatura

Bandeira do Estado do Ceará.

Esta lista de deputados estaduais do Ceará compreende todos os parlamentares que compõem a 29.ª legislatura da Assembleia Legislativa do Estado do Ceará. 
A família Gomes conseguiu fazer a maioria na Assembleia, com seus correligionários filiados no PROS.

## Composição das bancadas
| Partido | Líder                    | Bancada | Posição      |
| ------- | ------------------------ | ------- | ------------ |
| PROS    | Ivo Gomes                | 11 / 46 | Governo      |
| PMDB    | Agenor Neto              | 6 / 46  | Independente |
| PDT     | Heitor Férrer            | 3 / 46  | Governo      |
| PR      | Fernanda Pessoa          | 2 / 46  | Governo      |
| SD      | Aderlânia Noronha        | 2 / 46  | Governo      |
| PEN     | Dr. Bruno Gonçalves      | 2 / 46  | Governo      |
| PT      | Moisés Braz              | 2 / 46  | Governo      |
| PCdoB   | Augusta Brito            | 2 / 46  | Governo      |
| PSD     | Osmar Baquit             | 2 / 46  | Governo      |
| PP      | Joaquim Noronha          | 2 / 46  | Governo      |
| PV      | Roberto Mesquita         | 1 / 46  | Governo      |
| PSOL    | Renato Roseno            | 1 / 46  | Independente |
| PRB     | David Durand             | 1 / 46  | Governo      |
| DEM     | João Jaime               | 1 / 46  | Oposição     |
| PSL     | Naumi Amorim             | 1 / 46  | Independente |
| PSDC    | Ely Aguiar               | 1 / 46  | Oposição     |
| PHS     | Tin Gomes                | 1 / 46  | Governo      |
| PRP     | Maria Bethrose Fontenele | 1 / 46  | Oposição     |
| PSDB    | Carlos Matos             | 1 / 46  | Oposição     |
| PSC     | Bruno Pedrosa            | 1 / 46  | Oposição     |
| PPS     | Tomaz Holanda            | 1 / 46  | Independente |
| PTN     | Julinho Costa            | 1 / 46  | Independente |

## Deputados por votação
| Número | Deputados estaduais eleitos | Partido | Votação | Percentual | Cidade onde nasceu   | Unidade federativa |
| 22190  | Capitão Wagner              | PR      | 194.239 | 4.36%      | São Paulo            | São Paulo          |
| 77777  | Aderlânia Noronha           | SD      | 97.172  | 2.18%      | Parambu              | Ceará              |
| 90999  | Zezinho Albuquerque         | PROS    | 95.253  | 2.14%      | Massapê              | Ceará              |
| 12350  | Heitor Férrer               | PDT     | 93.928  | 2.11%      | Lavras da Mangabeira | Ceará              |
| 90789  | Dr. Sarto                   | PROS    | 85.310  | 1.91%      | Acopiara             | Ceará              |
| 90888  | Sérgio Aguiar               | PROS    | 85.060  | 1.91%      | Fortaleza            | Ceará              |
| 15888  | Agenor Neto                 | PMDB    | 78.868  | 1.77%      | Iguatu               | Ceará              |
| 22000  | Fernanda Pessoa             | PR      | 78.579  | 1.76%      | Fortaleza            | Ceará              |
| 51515  | Dr. Bruno Gonçalves         | PEN     | 75.511  | 1.69%      | Fortaleza            | Ceará              |
| 13333  | Moisés Braz                 | PT      | 75.027  | 1.68%      | Massapê              | Ceará              |
| 90111  | Ivo Gomes                   | PROS    | 73.055  | 1.64%      | Sobral               | Ceará              |
| 12000  | Evandro Leitão              | PDT     | 70.228  | 1.57%      | Fortaleza            | Ceará              |
| 90456  | Robério Monteiro            | PROS    | 67.018  | 1.50%      | Itarema              | Ceará              |
| 90114  | Wellington Landim           | PROS    | 66.213  | 1.48%      | Brejo Santo          | Ceará              |
| 90124  | Duquinha                    | PROS    | 64.414  | 1.44%      | Fortaleza            | Ceará              |
| 43789  | Roberto Mesquita            | PV      | 64.005  | 1.44%      | Baturité             | Ceará              |
| 15333  | Danniel Oliveira            | PMDB    | 62.550  | 1.40%      | Lavras da Mangabeira | Ceará              |
| 50500  | Renato Roseno               | PSOL    | 59.887  | 1.34%      | São Paulo            | São Paulo          |
| 90123  | Odilon Aguiar               | PEN     | 57.454  | 1.29%      | Fortaleza            | Ceará              |
| 10000  | David Durand                | PRB     | 53.608  | 1.20%      | Fortaleza            | Ceará              |
| 25000  | João Jaime                  | DEM     | 52.638  | 1.18%      | Fortaleza            | Ceará              |
| 77123  | Dr. Lucílvio Girão          | SD      | 52.402  | 1.18%      | Maranguape           | Ceará              |
| 90000  | Antônio Granja              | PROS    | 51.368  | 1.15%      | Jaguaribara          | Ceará              |
| 65700  | Augusta Brito               | PCdoB   | 50.849  | 1.14%      | Lavras da Mangabeira | Ceará              |
| 90555  | Laís Nunes                  | PROS    | 48.929  | 1.10%      | Icó                  | Ceará              |
| 90444  | Jeova Mota                  | PROS    | 48.659  | 1.09%      | Tamboril             | Ceará              |
| 55555  | Osmar Baquit                | PSD     | 47.553  | 1.09%      | Quixadá              | Ceará              |
| 17000  | Naumi Amorim                | PSL     | 46.836  | 1.05%      | Tauá                 | Ceará              |
| 55455  | Gony Arruda                 | PSD     | 46.179  | 1.04%      | Rio de Janeiro       | Rio de Janeiro     |
| 90333  | Mirian Sobreira             | PROS    | 44.451  | 1.00%      | Iguatu               | Ceará              |
| 13123  | Elmano de Freitas           | PT      | 44.292  | 0.99%      | Baturité             | Ceará              |
| 27022  | Ely Aguiar                  | PSDC    | 41.632  | 0.93%      | Crato                | Ceará              |
| 31234  | Tin Gomes                   | PHS     | 41.561  | 0.93%      | Fortaleza            | Ceará              |
| 15777  | Dra. Silvana de Sousa       | PMDB    | 41.449  | 0.93%      | Fortaleza            | Ceará              |
| 11333  | Joaquim Noronha             | PP      | 38.751  | 0.87%      | Teresina             | Piauí              |
| 15150  | Carlomano Marques           | PMDB    | 37.422  | 0.84%      | Iguatu               | Ceará              |
| 15640  | Walter Cavalcante           | PMDB    | 33.094  | 0.74%      | Crateús              | Ceará              |
| 44789  | Bethrose Araújo             | PRP     | 31.666  | 0.71%      | Russas               | Ceará              |
| 45655  | Carlos Matos                | PSDB    | 29.036  | 0.65%      | Rio de Janeiro       | Rio de Janeiro     |
| 65100  | Carlos Felipe Saraiva       | PCdoB   | 28.881  | 0.65%      | Crateús              | Ceará              |
| 15610  | Audic Mota                  | PMDB    | 28.509  | 0.64%      | Tauá                 | Ceará              |
| 20222  | Bruno Pedrosa               | PSC     | 27.793  | 0.62%      | Fortaleza            | Ceará              |
| 12999  | Ferreira Aragão             | PDT     | 27.607  | 0.62%      | Sobral               | Ceará              |
| 23123  | Tomaz Holanda               | PPS     | 25.875  | 0.58%      | Fortaleza            | Ceará              |
| 11234  | Zé Aílton Brasil            | PP      | 25.401  | 0.57%      | Crato                | Ceará              |
| 19789  | Julinho Costa               | PTN     | 23.624  | 0.53%      | Maracanaú            | Ceará              |